# Condado de Morton (Kansas)
O Condado de Morton é um dos 105 condados do estado americano de Kansas. A sede do condado é Elkhart, e sua maior cidade é Elkhart. O condado tem uma área de 1891 km² (dos quais 0 km² estão cobertos por água), uma população de 3496 habitantes, e uma densidade populacional de 2 hab/km² (segundo o censo nacional de 2000). O condado foi fundado em 20 de fevereiro de 1886.